# Giải bóng đá nữ U19 quốc gia 2014
Giải bóng đá nữ U19 quốc gia 2014 là giải bóng đá nữ dành cho lứa tuổi dưới 19 tuổi ở Quốc gia Việt Nam, đây là mùa giải thứ tám do VFF tổ chức. Giải bóng đá Nữ lứa tuổi 19 Quốc gia 2014 sẽ diễn ra 2 lượt trong đó lượt đi sẽ khởi tranh tại Trung tâm Đào tạo Bóng đá Trẻ của Liên đoàn bóng đá Việt Nam từ ngày 20/6 đến 29/6/2014. Lượt về sẽ diễn ra tại Sân vận động Sơn La, tỉnh Sơn La từ ngày 1/9 đến 15/9/2014 với sự tham gia của 5 đội bóng: Sữa Mộc Châu Sơn La, Than Khoáng sản Việt Nam, Hà Nội, Phong Phú Hà Nam và Thành phố Hồ Chí Minh.

## Điều lệ giải
Tại giải bóng đá nữ lứa tuổi 19 Quốc gia 2014, Năm đội sẽ thi đấu vòng tròn hai lượt tính điểm để xếp hạng Nhất, Nhì, Ba.

## Bảng xếp hạng
Hà Nội đã bảo vệ thành công ngôi vô địch giải bóng đá nữ lứa tuổi 19 Quốc gia 2014 với 18 giành được. Trong khi đó, ở trận đấu tranh giải ba, Than Khoáng Sản Việt NM cũng về đích ở vị trí thứ ba sau trận hòa không bàn thắng trước Sữa Mộc Châu Sơn La. Với thành tích ấn tượng trong mùa giải đầu tiên của mình, chủ nhà Sữa Mộc châu Sơn La đã giành giải đội bóng phong cách.
| Thứ tự | Đội                             | Trận | Thắng | Hòa | Thua | Hiệu số | Điểm |
| 1      | U19 nữ Hà Nội                   | 8    | 5     | 3   | 0    | 17/7    | 18   |
| 2      | U19 nữ Thành phố Hồ Chí Minh    | 8    | 5     | 2   | 1    | 19/5    | 17   |
| 3      | U19 nữ Than Khoáng Sản Việt Nam | 8    | 2     | 4   | 2    | 7/6     | 10   |
| 4      | U19 nữ Sữa Mộc Châu Sơn La      | 8    | 2     | 3   | 3    | 7/17    | 9    |
| 5      | U19 nữ Phong Phú Hà Nam         | 8    | 0     | 0   | 8    | 3/18    | 0    |

## Kết quả chi tiết
|                          | Sữa Mộc Châu Sơn La | Than Khoáng sản Việt Nam | Thành phố Hồ Chí Minh | Hà Nội | Phong Phú Hà Nam |
| ------------------------ | ------------------- | ------------------------ | --------------------- | ------ | ---------------- |
| Sữa Mộc Châu Sơn La      | xxx                 | 1-1                      | 1-6                   | 2-2    | 2-0              |
| Than Khoáng sản Việt Nam | 1-1                 | xxx                      | 0-1                   | 1-1    | 2-0              |
| Thành phố Hồ Chí Minh    | 5-0                 | 1-1                      | xxx                   | 0-1    | 2-0              |
| Hà Nội                   | 3-0                 | 2-1                      | 0-0                   | xxx    | 2-1              |
| Phong Phú Hà Nam         | 0-1                 | 0-1                      | 1-3                   | 1-5    | xxx              |

(Hàng dọc: đội chủ nhà; Hàng ngang: đội khách)

## Tổng kết mùa giải
- Đội vô địch: U19 nữ Hà Nội[4].
- Đội đoạt giải Nhi: U19 nữ Thành phố Hồ Chí Minh
- Đội đoạt giải Ba: U19 nữ Than Khoáng Sản Việt Nam
- Đội đoạt giải phong cách: U19 nữ Sữa Mộc Châu Sơn La
- Cầu thủ xuất sắc nhất giải: Lê Hoài Lương (5-Thành phố Hồ Chí Minh)
- Thủ môn xuất sắc nhất giải: Nguyễn Thị Hằng (25 - Hà Nội)
- Cầu thủ ghi nhiều bàn thắng nhất: Lê Hoài Lương (5-Thành phố Hồ Chí Minh, 10 bàn).